# Censorinus (Gegenkaiser)
Censorinus war einer der so genannten Dreißig Tyrannen in der Historia Augusta und angeblicher Gegenkaiser des Claudius Gothicus (268–270). Er gilt als nicht historisch.
Der spätantiken und sehr umstrittenen Historia Augusta zufolge wurde Censorinus, ein Veteran des Perserfeldzugs Valerians, von seinen Soldaten zum Kaiser ausgerufen, aber wenig später wegen allzu strengen disziplinarischen Regiments umgebracht. Sein Grab soll sich in Bologna befunden haben, was als Hinweis auf den Ort der Erhebung gedeutet werden könnte. Von den zahlreichen dem Censorinus zugeschriebenen Ämtern, darunter zwei Konsulate, ist keines historisch verifizierbar; es entspricht eher einer Amtslaufbahn im späten 4. Jahrhundert und ist ein wichtiger Beleg für die Fiktion der Vita in der Historia Augusta. Ebenso wenig sind Münzen des Usurpators bekannt.